# Barijake
Barijake är ett vattendrag i Burundi.   Det ligger i provinsen Ruyigi, i den centrala delen av landet, 100 kilometer öster om huvudstaden Bujumbura.
Omgivningarna runt Barijake är en mosaik av jordbruksmark och naturlig växtlighet. Runt Barijake är det ganska tätbefolkat, med 172 invånare per kvadratkilometer.